# Bandera del Reino de Galicia

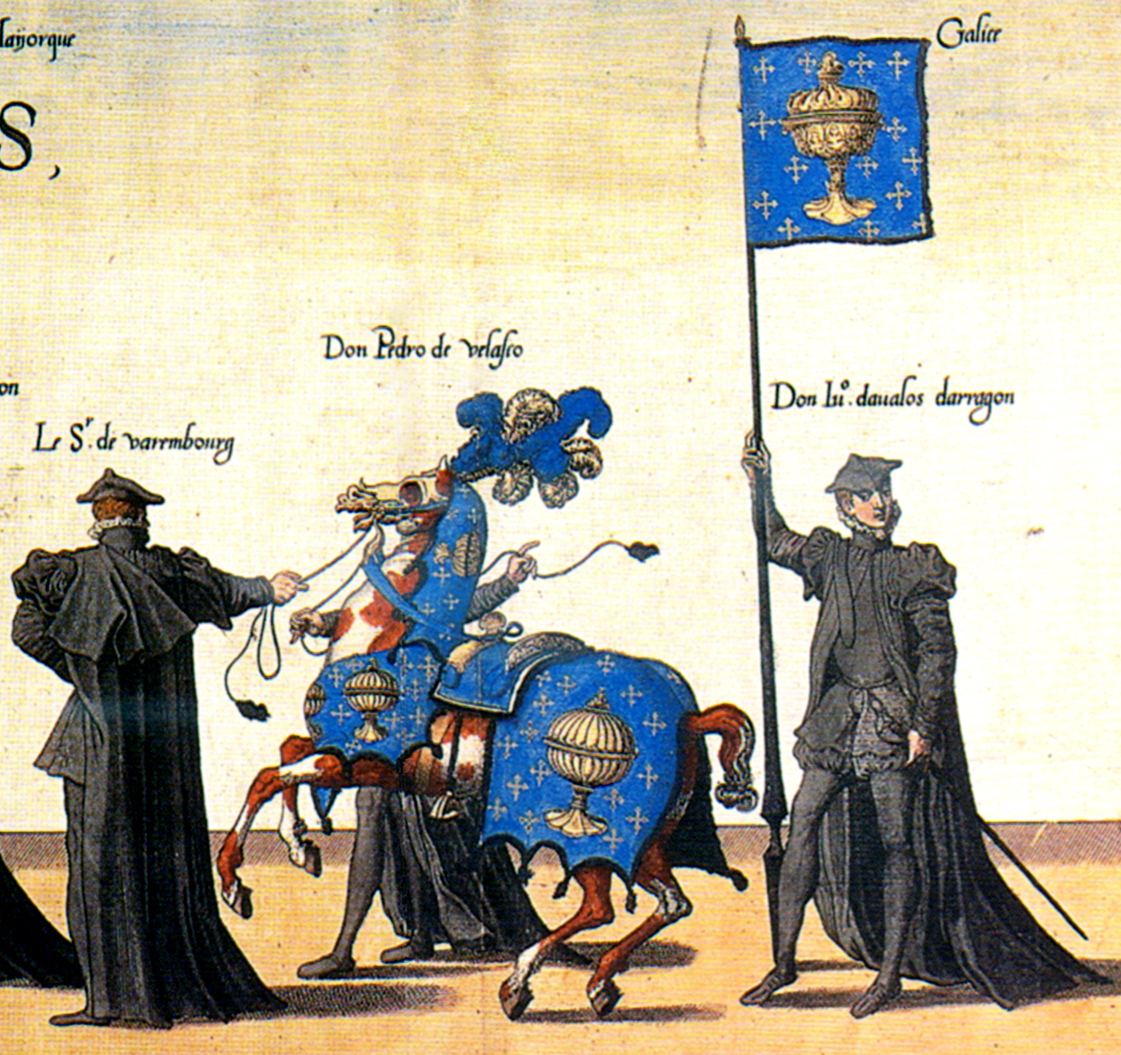
Fragmento de la obra Pompas fúnebres del emperador Carlos V en el que se representan los estandartes del Reino de Galicia. Autor: Jean y Lucas Doetecum

La bandera del Reino de Galicia es el estandarte histórico que representó al reino de Galicia desde los últimos siglos de la Edad Media hasta 1833, año en el que las Cortes de Madrid disolvieron el reino definitivamente y lo dividieron en las cuatro provincias que en la actualidad conforman la comunidad autónoma de Galicia.

## Diseño
Al igual que el escudo, aunque adaptado a un formato de mayores proporciones, la bandera reproduce el símbolo heráldico del reino de Galicia; un cáliz dorado en fondo azul, al que, a comienzos del siglo XVI se le añade un sembrado de cruces recrucetadas doradas, cuyo número finalmente acabó estandarizándose en seis cruces, primero, y siete cruces finalmente.

## Historia

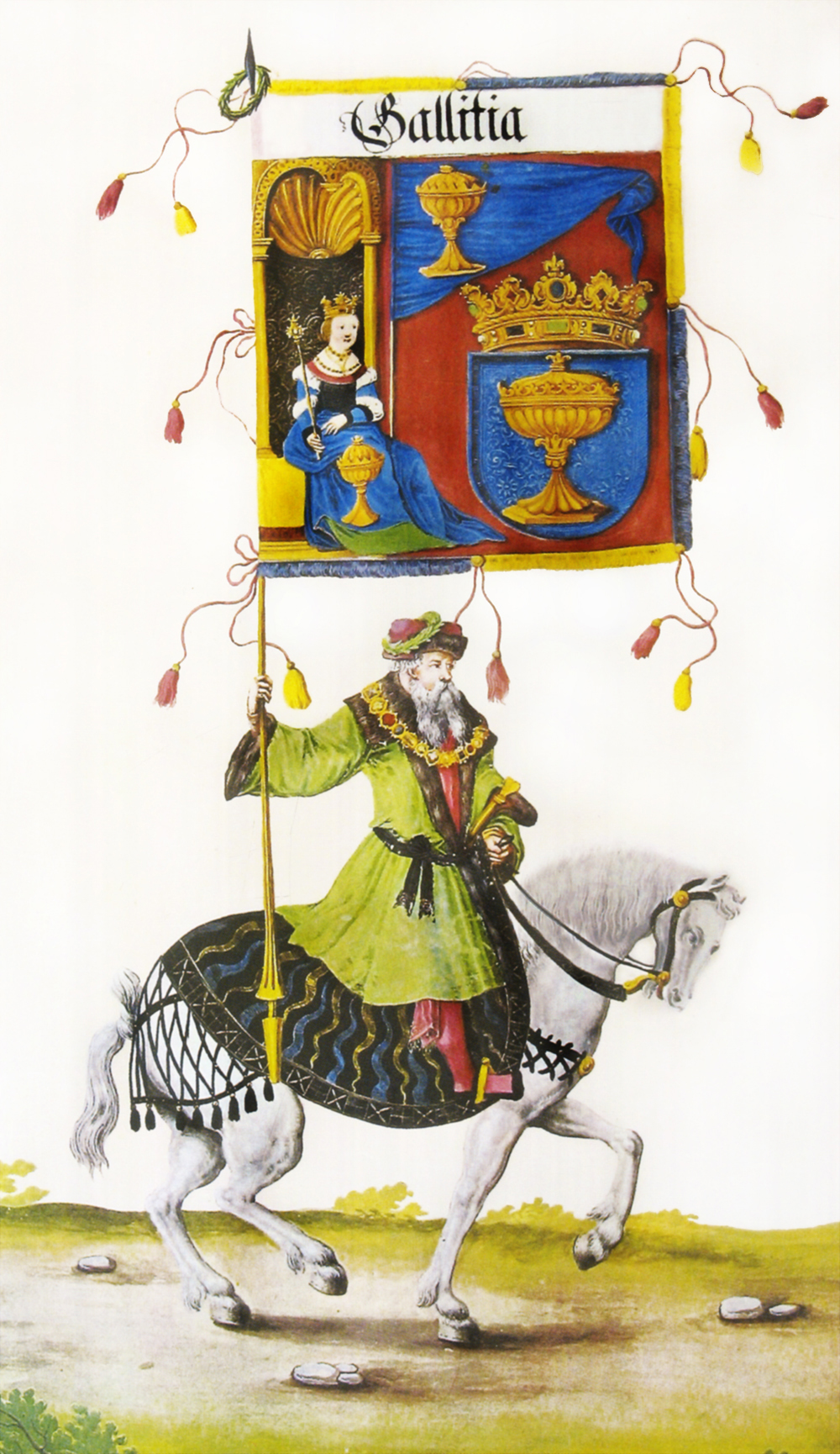
Armas del reino de Galicia en el Gran Carro Triunfal de Maximiliano I, realizado por Durero en 1515.

Dado el hecho de que bandera y escudo nacen siendo una unidad en la Edad Media su evolución histórica corre paralela a lo largo de los siglos. Como el escudo y las armas de Galicia aparecen ya a finales del siglo XIII, en el armorial inglés conocido como Segar's Roll, su representación en bandera es poco después y esta aparece plenamente llevada a los estandartes en el siglo XVI.